# Ntuthuko Radebe
Ntuthuko Radebe (Johannesburg, 29 september 1994 – Newcastle, 4 juli 2017) was een Zuid-Afrikaans voetballer die doorgaans als verdediger dienstdeed.

## Biografie
Radebe werkte zijn jeugdopleiding af in de Qatarese Aspire Academy. In juli 2012 tekende hij een contract bij KAS Eupen, waar hij op 15 december 2012 zijn debuut maakte toen hij in de 82ste minuut mocht invallen in een wedstrijd tegen KFC Dessel Sport.
Radebe kwam in juli 2017 op 22-jarige leeftijd om het leven als gevolg van een auto-ongeval in zijn thuisland Zuid-Afrika.

## Clubstatistieken
| Seizoen | Club      | Competitie      | Competitie¹ | Competitie¹ | Beker | Beker | Internationaal | Internationaal | Totaal | Totaal |
| Seizoen | Club      | Competitie      | Wed.        | Dlp.        | Wed.  | Dlp.  | Wed.           | Dlp.           | Wed.   | Dlp.   |
| ------- | --------- | --------------- | ----------- | ----------- | ----- | ----- | -------------- | -------------- | ------ | ------ |
| 2012/13 | KAS Eupen | Tweede klasse   | 7           | 0           | 0     | 0     | —              | —              | 7      | 0      |
| 2013/14 | KAS Eupen | Tweede klasse   | 22          | 1           | 0     | 0     | —              | —              | 22     | 1      |
| 2014/15 | KAS Eupen | Tweede klasse   | 7           | 0           | 0     | 0     | —              | —              | 7      | 0      |
| 2015/16 | KAS Eupen | Tweede klasse   | 3           | 0           | 0     | 0     | —              | —              | 3      | 0      |
| 2016/17 | KAS Eupen | Eerste klasse A | 1           | 0           | 1     | 0     | —              | —              | 2      | 0      |
| Totaal  | Totaal    | Totaal          | 40          | 1           | 1     | 0     | 0              | 0              | 41     | 1      |

Bijgewerkt op 5 juli 2017.

¹ inclusief playoffs. 